# Paavo Rintala
Paavo Rintala, född 20 september 1930 i Viborg i dåvarande Finland, död 8 augusti 1999 i Kyrkslätt i Finland, var en finländsk författare.

## Biografi
Paavo Rintala var bland annat känd för romanen Mormor och Mannerheim (Mummoni ja Mannerheim) från 1960. och de efterföljande böckerna i samma trilogi där huvudpersonerna aldrig möter varandra och man får uppleva finländsk historia och deras samtid från deras perspektiv.
Han är utbildad teolog, och debuterade som författare 1954 med romanen Kuolleiden evankeliumi («De dödas evangelium»). Rintala har vunnit statens litteraturpris flera gånger: 1956, 1963, 1966, 1972, 1973 och 1991. Han nominerades till Finlandiapriset 1991 för sin roman Sarmatian Orfeus. Han har även vunnit Runebergspriset 1994. Två av hans filmer har filmatiserats, först 1962 Pojat (Finska för Pojke) från 1958 och sedan romanen Fjärrpatrullen från 1962. Han var 1969–1984 ordförande för Fredskämparna i Finland och ledde Världsfredsrådet 1970.
Han är begravd på Sandudds begravningsplats i Helsingfors.

### Vuxenromaner
- 1954: Kuolleiden evankeliumi
- 1955: Rikas ja köyhä
- 1956: Lakko
  - Strejk (översättning Hjalmar Dahl, Söderström, 1958)
- 1958: Pojat (Filmatiserad 1962 av Mikko Niskanen)
- 1959: Pikkuvirkamiehen kuolema
- 1959: Jumala on kauneus
- 1960: Mummoni ja Mannerheim
  - Mormor och Mannerheim (översättning Karin och Bertel Kihlman, Bonnier, 1961)
- 1961: Mummoni ja marsalkka
  - Mormor och marskalken (översättning Karin och Bertel Kihlman, Bonnier, 1962)
- 1962: Mummon ja marskin tarinat
  - Mormor och marsken (översättning Karin och Bertel Kihlman, Bonnier, 1963)
- 1963: Sissiluutnantti (Filmatiserad av Mikko Niskanen som Sissit)
  - Fjärrpatrullen (översättning Bertel Kihlman, Bonnier, 1964)
- 1965: Keskusteluja lasten kanssa
- 1965: Sukeltaja
- 1966: Sotilaiden äänet
  - Soldaternas röster om genombrottet på Karelska Näset 1944 (inspelade av Rundradion och utgivna av Paavo Rintala) (översättning Bertel Kihlman, Bonnier, 1967)
- 1967: Sodan ja rauhan äänet
  - Och denna stund finns ej mer i morgon (översättning Paul Jansson, Editum, 1984)
- 1968: Leningradin kohtalosinfonia
  - Leningrads ödessymfoni: berättelsen om staden som tyskar och finnar belägrade 1941-1943 (översättning Bertel Kihlman, Bonnier, 1969)
- 1969: Paasikiven aika
- 1970: Kekkosen aika
- 1970: Valitut teokset
- 1972: Viapori 1906
- 1972: Paavalin matkat
- 1974: Romeo ja Julia häränvuonna
- 1976: Nahkapeitturien linjalla I
- 1979: Nahkapeitturien linjalla II
- 1982: Puolan malja
- 1982: Valehtelijan muistelmat
- 1984: Eläinten rauhanliike
- 1985: Vänrikin muistot
- 1987: St. Petersburgin salakuljetus
- 1990: Minä, Grünewald
- 1991: Sarmatian Orfeus (vann Finlandiapriset)
- 1993: Aika ja uni
- 1994: Marian rakkaus
- 1996: Faustus

### Barnböcker
- 1972: Uu ja poikanen

### Noveller
- 1963: Eino

### Övriga böcker
- 1964: Palvelijat hevosten selässä
- 1969: Napapiirin äänet
- 1982: Velkani Karjalalle

### Radio- och teaterpjäser
- 1968: Leningradin kohtalosinfonia (baserad på romanen med samma namn)
- 1981: Dostojevskin galleriat
- 1993: Aika ja uni (opera libretto)

### Rapporter och övrigt
- 1970: Vietnamin kurjet
- 1983: Maatyömies ja kuu
- 1984: Porvari Punaisella torilla
- 1986: Carossa ja Anna
- 1974: Kesäkuu 44